# Metamictizare
Metamictizarea este procesul natural prin care un compus anorganic sau mineral cristalizat  trece gradual dintr-o formă cristalină în una parțial amorfizată sau chiar amorfă, sub acțiunea radiației alfa provenite din dezintegrarea radioactivă a radioizotopilor conținuți. Compusul care suferă un astfel de proces este metamictic, iar rezultatul procesului este un compus metamict. Termenul a fost introdus în 1893 de către mineralogul norvegian Waldemar Christofer Brøgger.
Fiind un proces natural, acesta nu poate fi controlat. Într-un sens mai larg însă, și iradierea externă a unui compus poate induce metamictizarea, termenul „metamict” fiind deseori utilizat pentru a descrie starea în care se află anumite materiale supuse iradierii (externe).

## Metamictizarea mineralelor

### Minerale care suferă proces de metamictizare
Practic, majoritatea mineralelor care conțin uraniu și thoriu în cantități semnificative sunt supuse procesului de metamictizare. Conform lui Victor Moritz Goldschmidt, un mineral poate deveni metamict dacă sunt îndeplinite următoarele precondiții: (a) structura sa cristalină este slab ionică; (b) ionii constituenți prezintă „stări de ionizare” variabile și (c) este supus unor procese de iradiere puternice și/sau îndelungate. 
Cazul cel mai cunoscut este cel al mineralului uraninit; acesta este metamictic și se transformă în timp în pehblendă. Alte minerale oxidice metamictice sunt curitul, piroclorul, thoritanul etc. De asemenea, minerale de tip silicic (allanit, gadolinit, titanit, thorit, zircon, zirconolit etc.) sau fosfatic (monazit, cheralit etc.) pot fi mai mult sau mai puțin metamictice.
Plutoniul nu este prezent în natură în cantități semnificative din punct de vedere geochimic. Cu toate acestea, 244Pu (radioizotop primordial cu timp de înjumătățire de circa 82 milioane de ani) a jucat probabil un oarecare rol în formarea mineralelor în primul miliard de ani de existență a Pământului. Pu4+ formează PuO2, izostructural cu UO2, ceea ce ar fi putut conduce la formarea de soluții solide ale uraninitului cu un conținut oarecare de plutoniu. Evident, aceste minerale primordiale au fost – la rândul lor – metamictice.
Un mineral silicic tehnogen este cernobilitul, un zircon care conține circa 10% uraniu și diverși produși de fisiune. Specimenele create în 1986 în urma accidentului de la Cernobîl sunt – în prezent – complet metamicte.

### Fenomenologie

Cele patru serii de dezintegrare (trei naturale și una artificială) indicănd radioizotopii formați și procesele de dezintegrare radioactivă asociate

Anumite minerale conțin în mod natural uraniu și thoriu, elemente primordiale radioactive. Prin dezintegrare alfa, nucleele acestora se transformă într-un nucleu al unui alt element mai ușor și într-o particulă alfa (nucleu de heliu). Bombardarea continuă a structurii cristaline cu astfel particule conduce la metamictizare.
Prin acumularea a doi electroni proveniți de la atomii țintă (ai mineralului, gazului înconjurător etc.), nucleele de heliu se transformă în atomi de heliu. Aceștia tind să migreze către suprafața cristalină și se acumulează în timp, producând defecte de rețea. La rândul lor, produșii de dezintegrare posedă o anumită energie cinetică, ce va contribui într-un stadiu ulterior la metamictizarea cristalului. 

### Efecte
Efectele metamictizării sunt multiple; astfel, indicele de refracție, duritatea și greutatea specifică sunt mai reduse în formele metamicte raportat la omologii cristalizați, iar birefrigerența se modifică semnificativ. Culoarea mineralelor metamicte este deobicei verde, maro sau negricioasă. Interesant este faptul că dispersia nu este influențată.
În unele cazuri, în jurul compusului metamict înglobat într-o matrice dată se pot forma halouri, ca urmare a diferenței de rezistențență la iradiere ale celor două componente.
Compușii metamicți pot fi (foarte) radioactivi, conținând produși de dezintegrare de viață scurtă sau foarte scurtă via seriile naturale de dezintegrare radioactivă. Astfel, prezența radiului în astfel de minerale nu este atipică, la fel ca și emisia de radon și thoron; expunerea îndelungată a lucrătorilor din minele de uraniu poate conduce la boli profesionale. Din punct de vedere chimic, mineralele metamictizate conțin cantități semnificative de plumb (uneori și bismut), capete stabile ale seriilor naturale de dezintegrare. 

### Cuantificare
Din punct de vedere calitativ, un compus metamict poate fi recunoscut facil prin studii de spectroscopie, microscopie și difracție de raze X.
Cuantificarea cantitativă a procesului se face prin evaluarea efectelor suferite de către o cantitate macroscopică (masică sau volumică) relativ la numărul de evenimente de dezintegrare suferite (dezintegrări alfa/g sau dezintegrări alfa/cm3). Dacă acea cantitate este microscopică (atom), unitatea respectivă este dpa (engleză „displacements per atom”, numărul de deplasări ale unui atom pentru o anume fluență). Se poate deci aprecia că structura devine complet metamictă după un număr dat de dpa. 

### Recristalizare
Recristalizarea (parțială sau totală) a structurii poate avea loc prin tratament termic (fenomen care s-a produs uneori în natură, dar care poate fi reprodus și în laborator); procesul poate avea loc cu recuperarea structurii cristaline inițiale sau cu obținerea unei noi forme, mai stabilă din punct de vedere termodinamic. Procesul este întâlnit în special în cazul meteoriților căzuți pe suprafața terestră, care suferă un proces de încălzire extremă rapidă la traversarea atmosferei, urmată de o răcire la fel de rapidă.  
Chiar daca recristalizarea mineralelor a avut loc în timpul evoluției geologice a mineralului, cuantificarea compozițională a cantității produșilor de dezintegrare poate fi utilizată în datarea precisă a vârstei mineralului respectiv. 

## Amorfizarea compușilor anorganici ca urmare a iradierii interne/externe

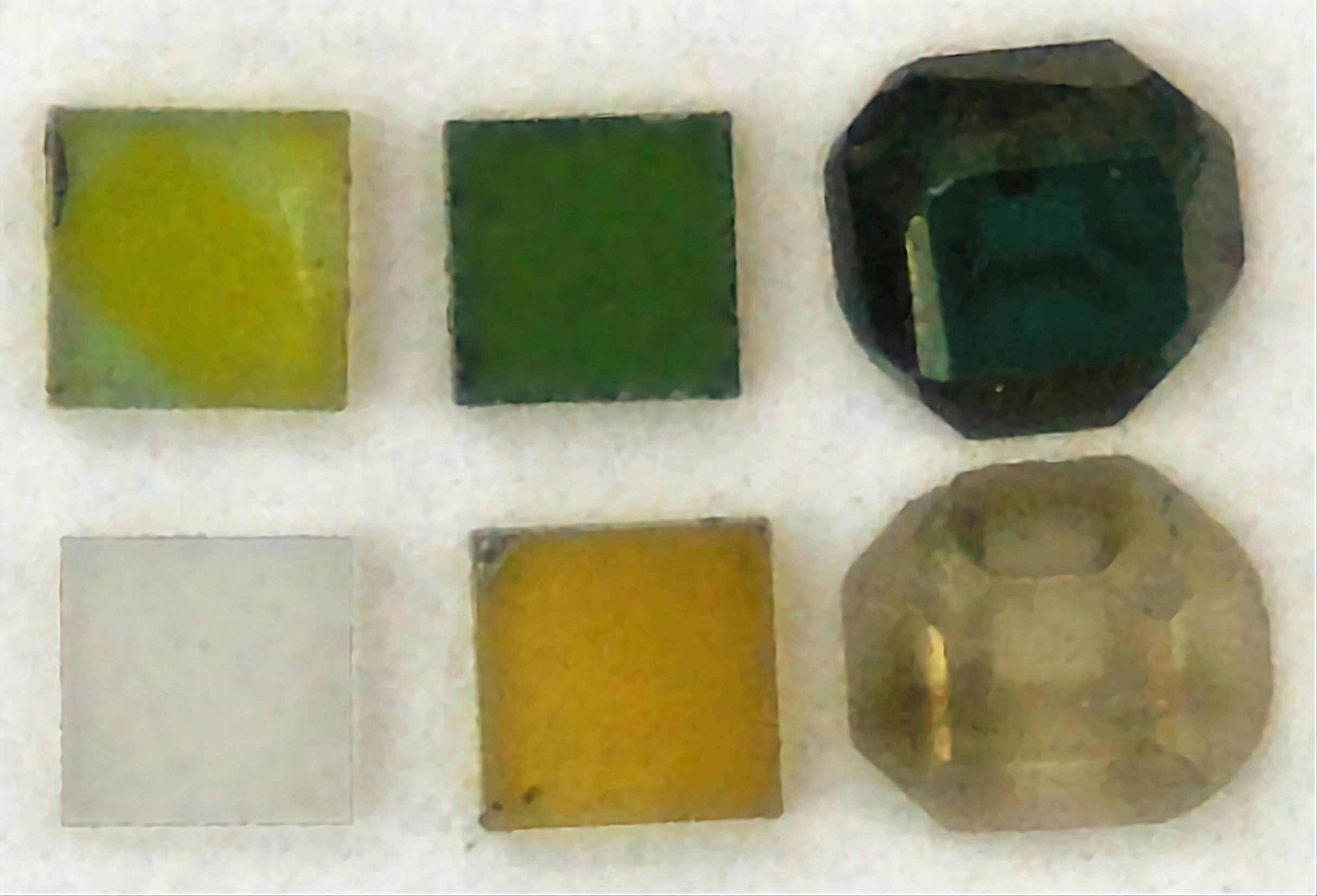
Specimene de diamant, înainte și după iradiere. În sensul acelor de ceasornic, începând din stânga-jos:
(1) specimen neiradiat
(2-4) iradiat cu diferite doze de electroni (2 MeV)
(5-6) după recristalizare la 800^{o}C

În ceea ce privește compușii anorganici, aceștia pot metamictiza la iradierea internă sau externă. Fenomenul este destul de răspândit, chiar dacă – deseori – sunt utilizați termeni alternativi: alterare, amorfizare, autoiradiere, iradiere internă/externă, defect de iradiere etc.).  
Materialele nucleare sunt supuse în mod frecvent metamictizării: astfel, structura combustibilului nuclear epuizat este puternic afectată comparativ cu cea a combustibilului nuclear proaspăt; de notat însă că – în acest caz – metamictizarea este doar o parte a unui complex fenomenologic fizico-chimic. De asemenea, compușii cristalini ai elementelor transuraniene suferă rapid procese de metamictizare; în cazul compușilor americiului sau ai 238Pu, tranziția cristalin/ordonat/periodic–amorf/dezordonat/aperiodic poate avea loc în primele saptamăni după sinteza acestora. Acest fapt ridică anumite semne de întrebare referitoare la utilizarea formelor cristaline ca matrici de stocaj pentru deșeuri radioactive de înaltă activitate. 

## Aplicații
Procesul de metamictizare sub acțiunea unor surse externe de iradiere poate fi utilizat în modificarea proprietăților optice a unor pietre prețioase. Limitarea majoră o constituie radioactivitatea remanentă a materialelor iradiate, ca urmare a procesului de activare. 
De exemplu, diamantul poate căpăta nuanțe de galben sau verde în urma iradierii externe (eventual urmată de recristalitare). De asemenea, citrina (o variație a cuarțului de culoare galbenă) se găsește desul de rară în natură; ea poate fi în să obținută prin iradierea curațului obișnuit. 